# New Weird America
New Weird America er en indie rock-genre, opstået i løbet af 2000'erne. Den adskiller sig fra rockgenren ved at gøre brug af start/stopdynamik, komplekse og ofte skiftende rytmestrukturer som 3/4, 9/8 og lignende. Genrer som freak folk og psych folk hører ind under New Weird America.

## Bands
- Animal Collective
- CocoRosie
- Davenport
- Deek hoi
- Devendra Banhart
- The Dodos
- Iron & Wine
- Joanna Newsom
- Jewelled Antler

- Hala Strana
- The Ivytree

- Liam Finn
- Liars
- No-Neck Blues Band